# Silbojokks församling

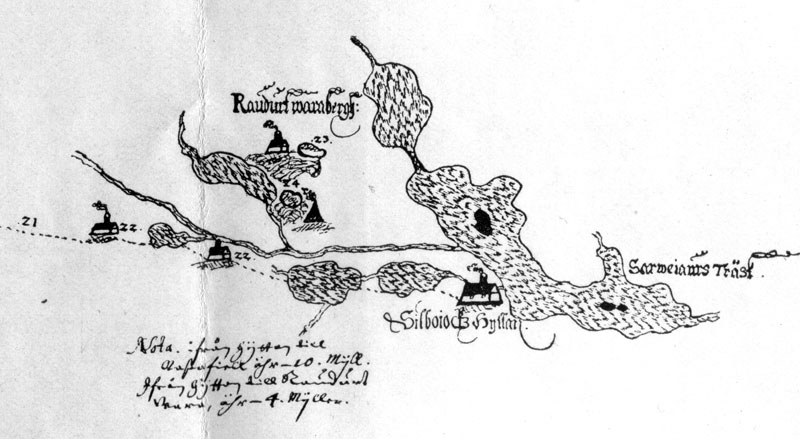
Silbojokks hytta vid "Sarweiaurs Träsk" (Sädvvájávrre) på en karta från 1646. Från vänster kommer vintervägen från Nasafjäll, längs vilken finns två stugor. 23. markerar den förmodade vismutfyndigheten på Raudurtvare (se nedan) som redan då hade övergivits. Nederst står: Nota. Ifrån hyttan till Nasafjäll är 10 mil [små mil, ca 5 km], ifrån hyttan till Raudurtvare är 4 mil.

Silbojokks församling var en församling i nuvarande Arjeplogs kommun som inrättades 1640 för arbetsfolket vid Nasafjälls silververk. I praktiken omfattade den även Nasafjälls församling under åren 1644–1659. Silbojokks församling blev 1734 annex under Arjeplogs församling och upphörde 1775 sedan kapellet brunnit ned. Ett nytt kapell uppfördes i stället i Lövmokk strax norr om Jäkkvik.

## Tillkomst
Silbojokks församling utbröts ur Arvidsjaurs församling genom ett brev utfärdat av drottning Kristinas förmyndarregering den 24 september 1640. Den skulle betjäna arbetsfolket vid Nasafjälls silververks hytta i Silbojokk, som byggts upp vid vattendraget Silbbajåhkå, nära utloppet i sjön Sädvvájávrre. Samtidigt inrättades Nasafjälls församling för dem som arbetade i silvergruvan på fjället. Församlingarna var emellertid inte enbart till för bruksfolket utan också för samerna i den västra delen av Pite lappmark. Samerna i den historiska lappbyn Semisjerfi (Semisjaur) fördes till Silbojokk, medan fjällsamerna lades under Nasafjälls församling.

## Kyrkoherdar
Redan innan bruksförsamlingarna formellt hade bildats hade det funnits en präst vid silververket sedan 1635, Johannes Byrelius, även kallad Herr Hans. Den 24 september 1640 inrättades Silbojokks pastorat varvid Johannes Byrelius tillträdde tjänsten. Nasafjälls församling fick en egen kyrkoherde 1641: Laurentius Beronis Burman. Denne stannade i två år, innan han efterträddes av Abraham Burelius. När sedan Herr Hans blev sjuk och flyttade från Silbojokk 1644 övertog Abraham Burelius även hans tjänst. I fortsättningen innehades båda pastoraten av en och samma präst och fungerade i praktiken som en och samma församling.
År 1656 efterträddes Burelius av Eric Noræus. Sedan han avlidit 1697 tillträdde sonen Per Noræus Fjellström ("Herr Per") tjänsten. Såväl Eric som Per har gått till eftervärlden för sitt intensiva bekämpande av samernas gamla religion under kristnandet av samerna. Herr Per låg bakom åtalen mot Erik Eskilsson och Lars Nilsson, varav den sistnämnde blev avrättad.
Herr Per efterträddes 1709 av den samiske prästen Lars Rangius från Sorsele, som gjorde sig känd på ett helt annat sätt, eftersom han inte sällan uppträdde berusad och ohyfsad. Han försökte också tvinga samerna att bevista gudstjänster i Silbojokk vintertid, trots att de då inte befann sig i närheten.
Sedan Lars Rangius avlidit 1717 blev Johan Læstadius kyrkoherde i Silbojokk, och han efterträddes av sin son med samma namn. Under dennes tid blev Silbojokks församling 1734 annex under Arjeplogs församling, där Johan Læstadius den yngre blev pastor.

## Kyrkobyggnader

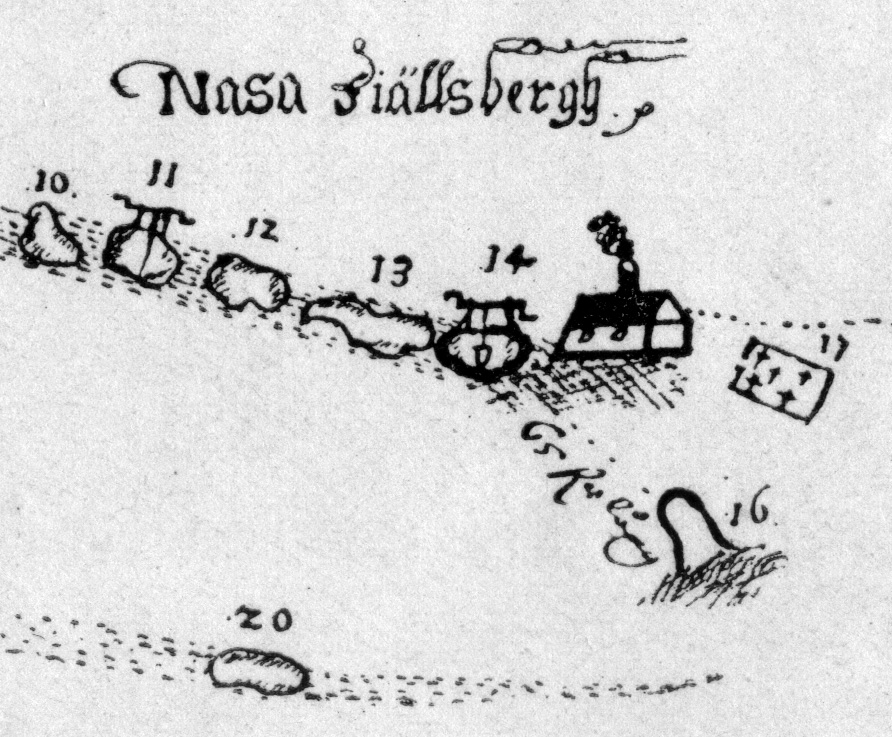
Nasafjälls silvergruva på en karta från 1646, där nr 17 visar på kyrkogården.

Man vet inte mycket om den första kyrkobyggnaden i Silbojokk, men på Nasafjäll stod ett kapell färdigt i juli 1641, tillsammans med en enkel prästgård.
År 1659 förstördes såväl gruvan på fjället som hyttan vid Silbojokk av en norsk styrka. Silbojokks första kyrka brändes ned, men prästgården skonades. Kyrkoherde var då Eric Noræus, som efterlämnat en ögonvittnesskildring av det norska överfallet. Trots att verksamheten vid hyttan aldrig återupptogs levde församlingen vidare för den samiska befolkningens behov. Gudstjänst förrättades sommartid, då samerna vistades i området, i en sal i ett av de kvarvarande husen. Lokalen var emellertid mycket trång för församlingen, som omfattade ungefär 80 samer. En ny kyrka uppfördes därför 1691 i anslutning till kyrkogården, även den bara för användning sommartid. Vintertid förrättade Eric Noræus gudstjänst i Arjeplog, eftersom hans församlingsmedlemmar då befann sig där med sina renar.
År 1747 förstördes den andra kyrkan i Silbojokk i en brand som troligen anlagts av den dåvarande kyrkoherdens sinnessjuke bror, Eric Læstadius. Sedan en provisorisk gudstjänstlokal ställts i ordning förrättades även fortsättningsvis gudstjänster för samerna sommartid i Silbojokk. Under 1760-talet fördes diskussioner om att bygga en ny kyrka. Eftersom det inte längre fanns någon användbar timmerskog kring Sädvvájávrre blev det i stället så att ett nytt kapell 1777 uppfördes i Lövmokk vid Hornavan. Därefter upphörde Silbojokk att existera som församling.

## Arkeologiska undersökningar
Hyttområdet vid Silbojokk ligger nära sjön Sädvvájávrre, som är reglerad med en sjöyta som ligger 15 meter över den naturliga. Inför den senaste höjningen av dämningsgränsen utfördes arkeologiska undersökningar 1983 och 1984. Hyttanläggningen, som låg söder om Silbbajåhkå, grävdes ut tillsammans med bostads- och uthus. Norr om bäcken undersöktes resterna av en smedja. På den så kallade Kyrkudden hittades resterna av en byggnad som osäkert tolkades som en kyrka. Dock fanns inga spår av begravningar i närheten. Efter dämningsgränsens höjning 1985 utsattes hyttområdet årligen för kraftig påverkan av vatten och is. Efter att stora jordmassor spolats bort hittade två ortsbor ett kranium 2002, vilket ledde till att en räddningsundersökning genomfördes 2004. Arkeologerna kunde konstatera att det var den gamla begravningsplatsen som kommit i dagen. Där fanns också en husgrund som antogs vara rester efter en av de två kyrkobyggnader som funnits i Silbojokk. Inuti och omkring grunden hittades elva gravar med totalt 15 individer. Vid fortsatta utgrävningar 2005 hittades ytterligare tolv gravar samt lämningar efter minst 13 individer. Då påträffades även rester av vad som antogs vara den andra kyrkobyggnaden. Ännu en undersökning genomfördes 2015, då begravningsplatsens utbredning kunde avgränsas på ett bättre sätt och närmare 250 lösfynd hittades i svallgrundet, mest spik men även mänskliga ben, fönsterglas och bly. Tre gravar undersöktes. Det ansågs nu klarlagt att man lokaliserat rester efter båda de kyrkobyggnader som ska ha uppförts i Silbojokk.
Uppe på Nasafjället finns också en kyrkogård kvar.

## Kyrkoherdar
| Ämbetstid | Namn                     | Levnadstid | Övrigt                                    |
| --------- | ------------------------ | ---------- | ----------------------------------------- |
| 1640–1644 | Johannes Byrelius        | –1660      |                                           |
| 1644–1656 | Abraham Burelius         | –1671      | Senare kyrkoherde i Överkalix församling. |
| 1656–1697 | Ericus Noræus            | 1618–      |                                           |
| 1698–1706 | Petrus Noræus Fjellström | 1657–1706  |                                           |
| 1709–1717 | Lars Rangius             | –1717      |                                           |
| 1719–1730 | Johan Læstadius          | 1664–1730  |                                           |
| 1731–1735 | Johan Læstadius          | 1700–1755  | Senare kyrkoherde i Arjeplogs församling. |